# Hypoplectrodes
Hypoplectrodes Gill, 1862, è un genere di pesci d'acqua salata appartenente alla famiglia Serranidae.

## Specie
Al genere appartengono 8 specie:
- Hypoplectrodes annulatus (Günther, 1859)
- Hypoplectrodes cardinalis Allen & Randall, 1990
- Hypoplectrodes huntii (Hector, 1875)
- Hypoplectrodes jamesoni Ogilby, 1908
- Hypoplectrodes maccullochi (Whitley, 1929)
- Hypoplectrodes nigroruber (Cuvier, 1828)
- Hypoplectrodes semicinctum (Valenciennes, 1833)
- Hypoplectrodes wilsoni (Allen & Moyer, 1980)